# Matteo Montaguti
Matteo Montaguti (Forlì, 1984. január 6. –) olasz profi kerékpáros. 2019-ben visszavonult a versenyzéstől.

## Eredményei
2006
4. - GP Citta di Felino
5. - Coppa Citta di Asti
7. - Tour du Jura
9. - GP della Liberazione
2007
1. - Targa D’Oro Città di Legnano
1., Olasz országúti bajnokság - Mezőnyverseny - szerződés nélküli versenyzők 
4. - Memorial Davide Fardelli
6. - Trofeo Franco Balestra
8. - Trofeo Citta di Brescia
10. - GP Inda - Trofeo Aras Frattini
2008
2. - GP Industria e Commercio Artigianato Carnaghese
2009
5., Olasz országúti bajnokság - Időfutam-bajnokság
2010
1., összetettben - Giro della Provincia di Reggio Calabria
1., 1. szakasz
3. - GP Nobili Rubinetterie
4., Olasz országúti bajnokság - Időfutam-bajnokság
5. - Trofeo Laigueglia
6. - Memorial Marco Pantani
10. - GP Citta di Modena
2011
3., GP Industria & Commercio di Prato
6., Olasz országúti bajnokság - Időfutam-bajnokság

## Grand Tour eredményei
| Grand Tour | 2009 | 2010 | 2011 | 2012 |
| ---------- | ---- | ---- | ---- | ---- |
| Giro       | 143. | -    | 77.  |      |
| Tour       | -    | -    | -    |      |
| Vuelta     | -    | -    | 76.  |      |